# Dioctria bulgarica
Dioctria bulgarica là một loài ruồi trong họ Asilidae. Dioctria bulgarica được Hradský & Moucha miêu tả năm 1964. Loài này phân bố ở vùng Cổ Bắc giới.